# Agrostis atrata
Agrostis atrata é uma espécie de gramínea do gênero Agrostis, pertencente à família Poaceae.